# 大叶报春
大叶报春（学名：Primula macrophylla）为报春花科报春花属下的一个种。